# オーパス・ナンバー・ズー
『オーパス・ナンバー・ズー』（Opus Number Zoo ）は、ルチアーノ・ベリオが1951年に作曲した室内楽曲（1971年に改訂）。谷川俊太郎による『作品番号獣番』の日本語訳題もある。

## 概要
木管五重奏の編成、ただしフルート奏者はアルトフルートに持ちかえる（第2・4曲）。
以下の4曲から構成される。
- 第1曲　Barn Dance（キツネとニワトリ）
- 第2曲　The Fawn（子ジカ）
- 第3曲　The Grey Mouse（ネズミ）
- 第4曲　Tom Cats（雄ネコ）

ウニヴェルザール出版社から出版されている。

## 特徴
ナレーションを伴う室内楽曲として知られる。このナレーションは、奏者たちが休符を利用して交互に、リズムに合わせて語るものであり、作曲者が楽譜上に指示している。奏者はその通りにナレーションをしながら楽器を吹かなければならない。ナレーションのテキストは英語で、ローダ・レヴァインが書いたもの。内容は動物をテーマにした寓話である。
ナレーション以外に第4曲目で3箇所、奏者全員が「Oh...」と声を出しながら立ち上がり、その後着席する箇所がある。これも作曲者が楽譜に書き込んだ指示である。
ベリオが東京オペラシティのコンポージアムのために1999年に来日した時には、谷川俊太郎の日本語訳で演奏された。この時は第4曲の一部のテキストが自由に入れられるようになっており、原文では「ダビデとゴリアテのように」2匹の猫が喧嘩する場面では「虎猫がミッチーならブチ猫はサッチーだ」と当時のミッチー・サッチー騒動を揶揄して聴衆の笑いを誘った。
他にも宮本文昭による日本語訳ナレーションを用いた演奏がNHKテレビで放送されたこともある。